# فيكتور مغوير
فيكتور مغوير (بالإنجليزية: Victor McGuire)‏ هو ممثل بريطاني، ولد في 17 مارس 1964 في المملكة المتحدة.

## أعمال

### أفلام
- (2004) شبح الأوبرا[2]
- (2005)  هيلورلد
- (2015) بعيدا عن صخب الناس[3][4]
- (2015)  القوة تنهض[5]

## وصلات خارجية
- فيكتور مغوير على موقع IMDb (الإنجليزية)
- فيكتور مغوير على موقع ميوزك برينز (الإنجليزية)
- فيكتور مغوير على موقع ديسكوغز (الإنجليزية)
- فيكتور مغوير على موقع قاعدة بيانات الفيلم (الإنجليزية)